# Таранов Олег Вадимович
Олег Вадимович Таранов (нар. 8 серпня 1955, місто Харків?) — український діяч, президент «Українсько-Сибірської інвестиційної корпорації», президент АКІБ «Укрсиббанк», голова Національного агентства України з управління державними корпоративними правами, директор Інституту стратегічних проблем економіки. Народний депутат України 2-го скликання.

## Біографія
У 1974—1977 роках — майстер, виконроб, начальник дільниці на будівництві.
У 1977 році закінчив Харківський автомобільно-дорожний інститут, інженер шляхів сполучення. Член КПРС.
У 1977—1980 роках — завідувач навчальної частини, секретар комітету ЛКСМУ Харківського автодорожного технікуму.
У 1980—1981 роках — інструктор Харківського міського комітету ЛКСМУ.
У 1981—1984 роках — начальник цеху, заступник директора Харківського заводу залізобетонних конструкцій.
У 1984—1985 роках — начальник управління матеріально-технічного забезпечення, у 1985—1987 роках — директора Харківського механічного заводу виробничого об'єднання «Харківзалізобетон». У 1987—1989 роках — директора Харківського механічного заводу виробничого об'єднання «Харківреле».
У 1989—1994 роках — директор орендного заводу «Рапід»; президент «Українсько-Сибірської інвестиційної корпорації» (місто Харків); президент АКІБ «Укрсиббанк».
Народний депутат України 2-го демократичного скликання з .04.1994 (2-й тур) до .04.1998, Комсомольський виборчий округ № 372, Харківська область. Голова Комітету з питань економічної політики та управління народного господарства. Член депутатської групи «Конституційний центр» (до цього — член (уповноважений) депутатської групи «Єдність»).
У травні — жовтні 1996 року — заступник міністра Кабінету Міністрів України.
З жовтня 1996 року — голова оргкомітету Міжвідомчої ради з проведення щорічних зборів ЕБРР в Україні, з жовтня 1997 року — 1-й заступник голови Міжвідомчої ради координації діяльності з підготовки та проведення щорічних зборів ЕБРР в Україні.
7 липня 1998 — 23 березня 2000 року — голова Національного агентства України з управління державними корпоративними правами.
Член Ради з питань економічної реформи при Президентові України (з грудня 1994), член Вищої економічної ради Президента України (липень 1997—листопад 2001); голова Експертної ради підприємців при Президентові України (лютий 1998— жовтень 2000).
Потім — директор громадської організації «Інститут стратегічних проблем економіки».

## Родина
Батько Вадим Григорович (1926—1982); мати Мальвіна Робертівна (1925);
Дружина(третя)Тетяна Петрівна (1963); дочки Юлія (1975), Валерія (1977), Єва (1998).

## Нагороди
- заслужений економіст України (.08.1997)[4]
- державний службовець 1-го рангу (.09.1998)[5]